# The Valiant (pel·lícula de 1929)

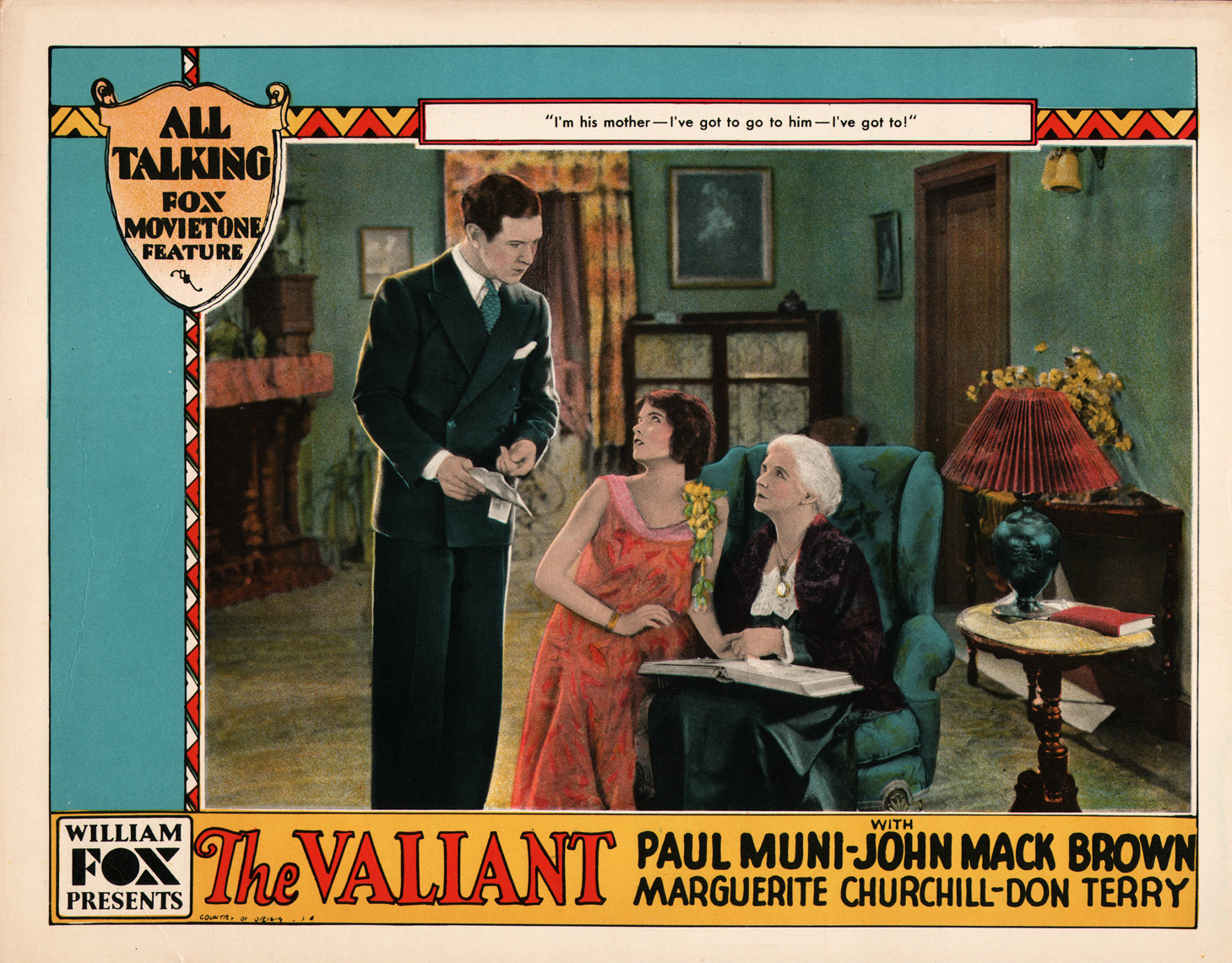
Tarja de propaganda de la pel·lícula

The Valiant és una pel·lícula pre-codi de la Fox Film Corporation dirigida per William K. Howard i protagonitzada per Paul Muni, en el que va ser el seu debut cinematogràfic, Marguerite Churchill, Edith Yorke i John Mack Brown. Basada en l’obra teatral homònima de Holworthy Hall i Robert M. Middlemass, es va estrenar el 19 de maig de 1929. La pel·lícula va ser nominada a l'Oscar al millor actor i l'Oscar al millor guió adaptat.

## Argument
Al Lower East Side, un home surt d’un habitatge guardant una pistola a la butxaca i després es presenta a comissaria de policia per confessar que ha matat un home. Quan li demanen que s’identifica, l’home dubta i veient en una paret un calendari de la marca "Dyke & Co., Inc.", afirma dir-se James Dyke. Durant el judici, declara que mai havia fet mal a ningú però, en saber què havia fet, l’havia hagut de matar. El jutge el condemna a mort. A la presó es nega a donar cap versió del perquè de l’assassinat i tampoc a donar més dades de la seva identitat. Sí que escriu articles en un diari avisant la joventut de la follia del crim pels que li paguen 2.500 dòlars.
Mentrestant, a Ohio, la senyora Douglas veu reproduïda en un diari la notícia i creu reconèixer en la fotografia del condemnat la imatge del seu fill que fa molts anys que no veu. Vol anar a visitar-lo a la presó però davant de la seva fragilitat, la seva filla, Mary, s’ofereix a anar-hi amb el seu promès en el seu lloc. A la presó té una entrevista amb el condemnat, fa 15 anys que no ha vist el seu germà però recorda les frases de Romeu i Julieta que feien servir cada nit per dir-se bona nit. El condemnat convenç Mary que ell no és el seu germà tot i que ella afirma que la mare està molt malament i no es refarà si no sap que es va fer del seu fill. En dir-li ella en nom del germà, Joe Douglas, el condemnat diu que va coincidir amb ell i explica que aquest va morir com un heroi a la Primera Guerra Mundial. Li dona un sobre tancat que conté els 2.500 dòlars per a la seva mare. Un cop la noia marxa ell recita els versos de Shakespeare que el germà recitava cada nit i diu al capellà que és una sort que ell no tingui una família que es pugui enfonsar en saber que ell ha estat condemnat a mort. Joe es disposa resignat a morir.

## Repartiment
- Paul Muni (James Dyke/ Joseph Douglas)
- Marguerite Churchill (Mary Douglas)
- John Mack Brown (Robert Ward)
- DeWitt Jennings (guardià a la presó)
- Edith Yorke (Mrs. Douglas)
- Clifford Dempsey (tinent de policia a qui confessa el crim)
- Richard Carlyle (capellà al corredor de la mort)
- Henry Kolker (jutge)
- Don Terry (policia)
- George Pearce (Dr. Edmondson)
- Helen Parrish (nena)

## Nominacions als Oscar
En la segona sessió dels Premis de l'Acadèmia, celebrats el 3 d'abril de 1930, Paul Muni va ser un dels cinc nominats a l'Oscar al millor actor però va perdre davant la interpretació de Warner Baxter com a proscrit a In Old Arizona. També va ser nominada a l'Oscar al millor guió adaptat per a Tom Barry que també va ser nominat per In Old Arizona, però el guanyador va ser Hans Kraly per la seva adaptació a The Patriot de les peces teatrals “Paul I” de Dmitri Merejkovski i “The Patriot” d’Ashley Dukes.